# Bhimaram
Bhimaram es una ciudad censal situada en el distrito de Hanamkonda en el estado de Telangana (India). Su población es de 13841 habitantes (2011). Forma parte del área metropolitana de Warangal
.

## Demografía
Según el censo de 2011 la población de Bhimaram era de 13841 habitantes, de los cuales 7100 eran hombres y 6741 eran mujeres. Bhimaram tiene una tasa media de alfabetización del 78,73%, superior a la media estatal del 67,02%: la alfabetización masculina es del 86,30%, y la alfabetización femenina del 70,78%.